# Stefan Ahnhem

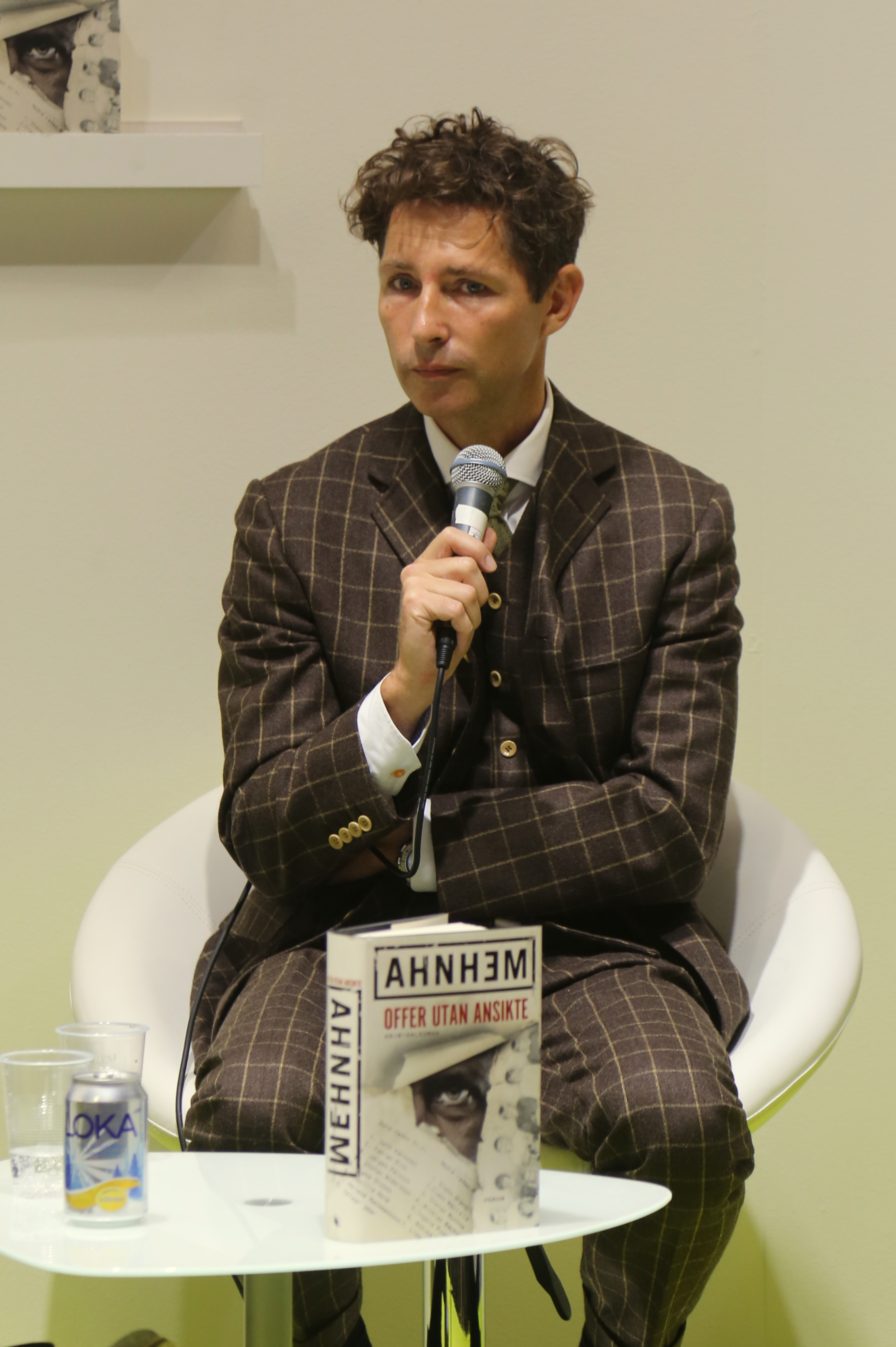
Stefan Ahnhem 2014 Buchmesse in Göteborg

Stefan Ahnhem (* 24. November 1966 in Stockholm) ist ein schwedischer Schriftsteller und Drehbuchautor.

## Biographie
Stefan Ahnhem wuchs als Einzelkind im südschwedischen Helsingborg (Provinz Schonen) auf. Seit den 1990er Jahren schrieb er an Drehbüchern für Filme und Fernsehserien, darunter die Polizeiserie Kurt Wallander von Henning Mankell und Irene Huss, Kripo Göteborg von Helene Tursten. Im Jahr 2014 debütierte er als Thriller-Autor. Sein Roman Offer utan ansikte (schwedisch: Opfer ohne Gesicht) wurde in seiner Heimat schnell zu einem Bestseller. Im folgenden Jahr erschien der Thriller im deutschsprachigen Raum unter dem Titel Und morgen du. Die Spiegel und Stern-Bestsellerliste führt im Januar 2017 seinen Roman Minus 18 Grad in den oberen Rängen. Sein Roman 10 Stunden tot, der 2019 als Hardcover veröffentlicht wurde, wurde 2020 als Taschenbuch unter dem Titel Der Würfelmörder neu aufgelegt. Am 13. Juni 2020 erscheint der Nachfolge-Band Die Rückkehr des Würfelmörders.
Er lebt mit seiner Frau und den drei jüngsten seiner vier Kinder in seiner Geburtsstadt Stockholm.

## Auszeichnungen
2016: Krimi-Publikumspreis des Deutschen Buchhandels MIMI; verliehen auf der Buchmesse Leipzig für den Roman Herzsammler

## Drehbücher
- 1995: Rena rama Rolf
- 2004: In der Angst vor dem Wolf
- 2005: Wie man sich bettet
- 2005: Vor dem Frost (Wallander)
- 2005: Mastermind (Wallander)
- 2006: Luftslottet
- 2008: Tod im Pfarrhaus (Irene Huss)

## Bücher
Fabian-Risk-Reihe:
- 2015: Und morgen du, Paul List Verlag, Berlin, ISBN 978-3-548-61290-4
- 2016: Herzsammler, Paul List Verlag, Berlin, ISBN 978-3-548-61314-7
- 2017: Minus 18 Grad, Paul List Verlag, Berlin, ISBN 978-3-471-35124-6
- 2019: 10 Stunden tot , Ullstein Hardcover, Berlin, ISBN 978-3-550-20005-2 – seit 2020 als Taschenbuch neu verlegt unter dem Titel „Der Würfelmörder“ (Würfelmörder-Serie, Band 1), Ullstein, Berlin, ISBN 978-3-548-06225-9
- 2020: Die Rückkehr des Würfelmörders (Würfelmörder-Serie, Band 2), Erscheinungsdatum 13. Juli 2020, Ullstein, Berlin, ISBN 978-3-86493-121-5
- 2021: Meeressarg, Ullstein, Berlin, ISBN 978-3-86493-172-7

## Hörbücher
- 2015: Und morgen du, Hörbuch Hamburg, ungekürzt, 15:38 Std. auf 2 MP3 CDs, gelesen von David Nathan, ISBN 978-3-86909-186-0
- 2016: Herzsammler, Hörbuch Hamburg, ungekürzt, 16:16 Std. auf 2 MP3 CDs, gelesen von David Nathan, ISBN 978-3-86909-200-3
- 2017: Minus 18 Grad, Hörbuch Hamburg, ungekürzt 15:45 Std. auf 2 MP3 CDs, gelesen von David Nathan, ISBN 978-3-95713-053-2
- 2019: Der Würfelmörder(Würfelmörder-Serie, Band 1), Hörbuch Hamburg, ungekürzt 13:59 Std. auf 2 MP2 CDs, gelesen von David Nathan, ISBN 978-3-86909-267-6
- 2020, Die Rückkehr des Würfelmörders (Würfelmörder-Serie, Band 2), Hörbuch Hamburg, ungekürzt 13:51 Std. auf 2 MP3 CDs, gelesen von David Nathan, ISBN 978-3-95713-195-9
- 2021, Meeressarg, Hörbuch Hamburg, ungekürzt 14:31 Std. auf 2 MP3 CDs, gelesen von David Nathan, ISBN 978-3-95713-244-4